# Asota kinabaluensis
Asota kinabaluensis là một loài bướm đêm thuộc họ Erebidae. Nó là loài đặc hữu của Borneo.
Sải cánh dài 62–64 mm.